# Квеллінус (значення)

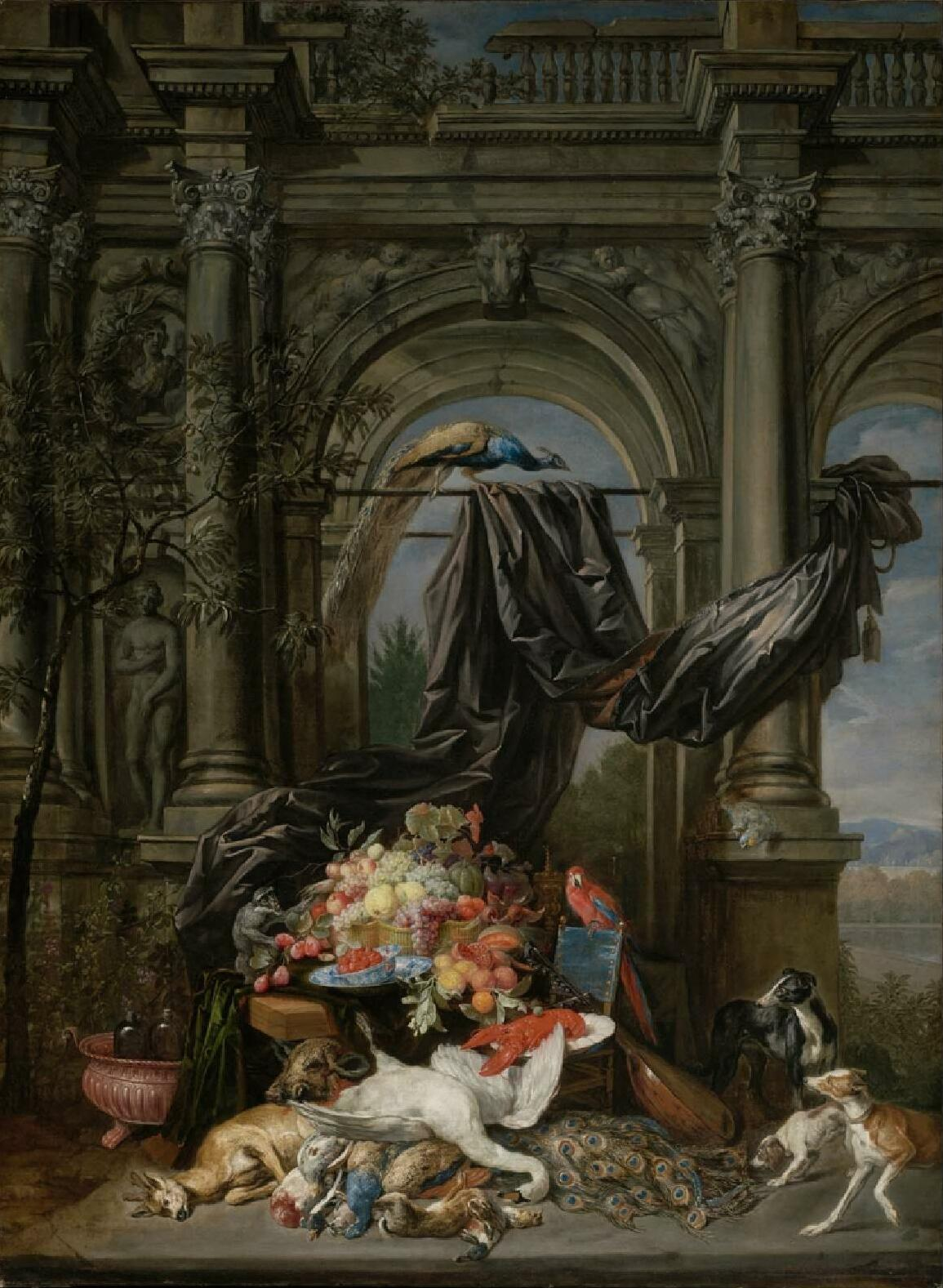
Еразм Квеллінус молодший, «Натюрморт з архітектурною спорудою», Бостонський музей образотворчих мистецтв, США.

Квеллінус (значення).
- Квеллінус — латинізоване фламандське прізвище від Квеллін. Родина Квеллін (Квеллінус) дала декілька відомих митців, художників і скульпторів, що плідно працювали з кінця 16 до початку 18 століть.

- Еразм Квеллінус старший (близько 1584—1639/1640), скульптор
- Еразм Квеллінус молодший (1607—1678), художник
- Артус Квеллінус старший (частіше пишуть Артур, 1609—1668), скульптор доби бароко
- Артус Квеллінус молодший  (1625—1700), скульптор
- Артус Квеллінус III (або Арнольд, 1653—1686), скульптор
- Ян Еразм Квеллінус (1634—1715), живописець
- Корнеліс Квеллінус  (1658—1709), живописець
- Томас Квеллінус (1661—1709), скульптор, що працював у Данії та Німеччині
- Хуберт Квеллінус (1619—1687), гравер

## Галерея

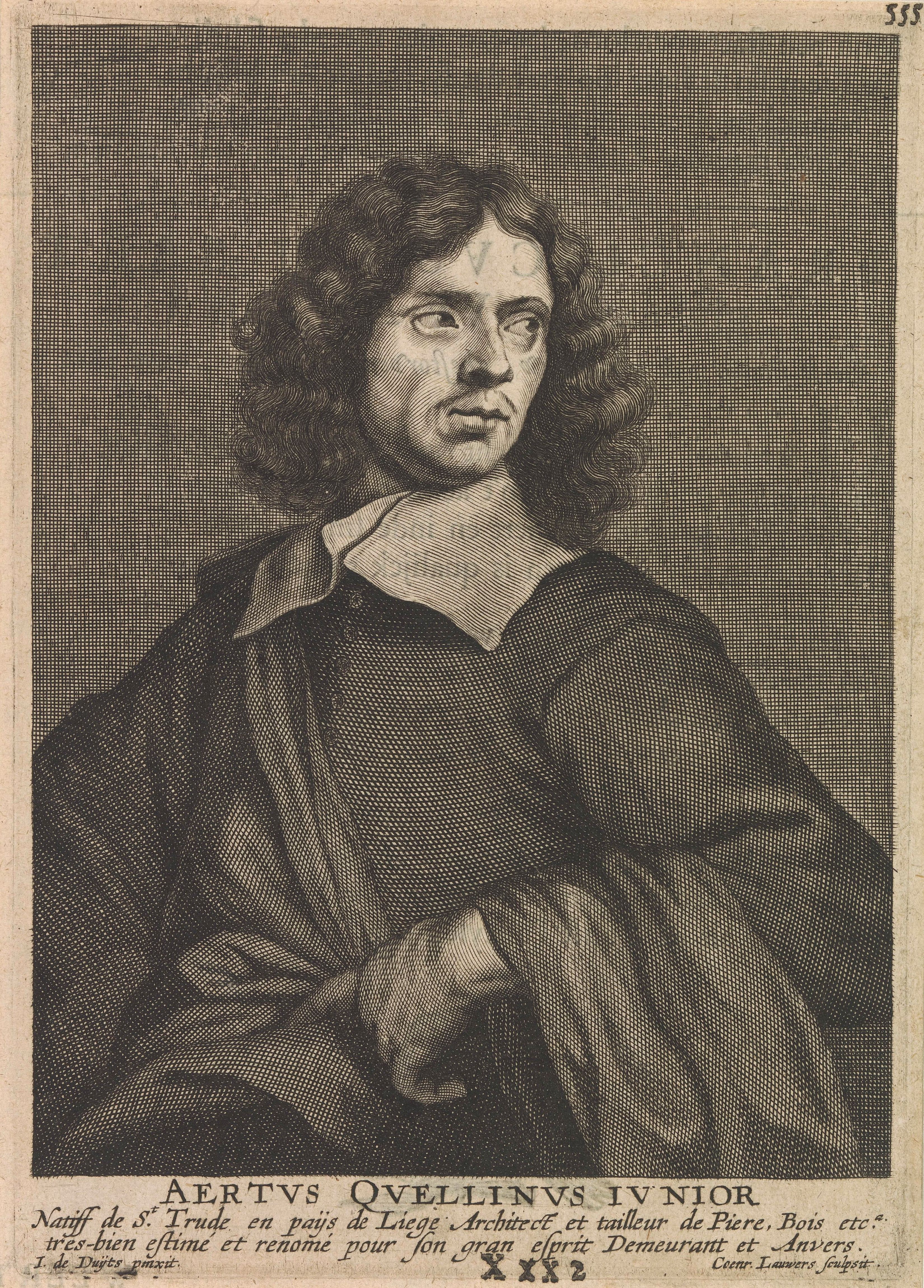
Гравер Корнеліс де Ві. Артус Квеллінус молодший.
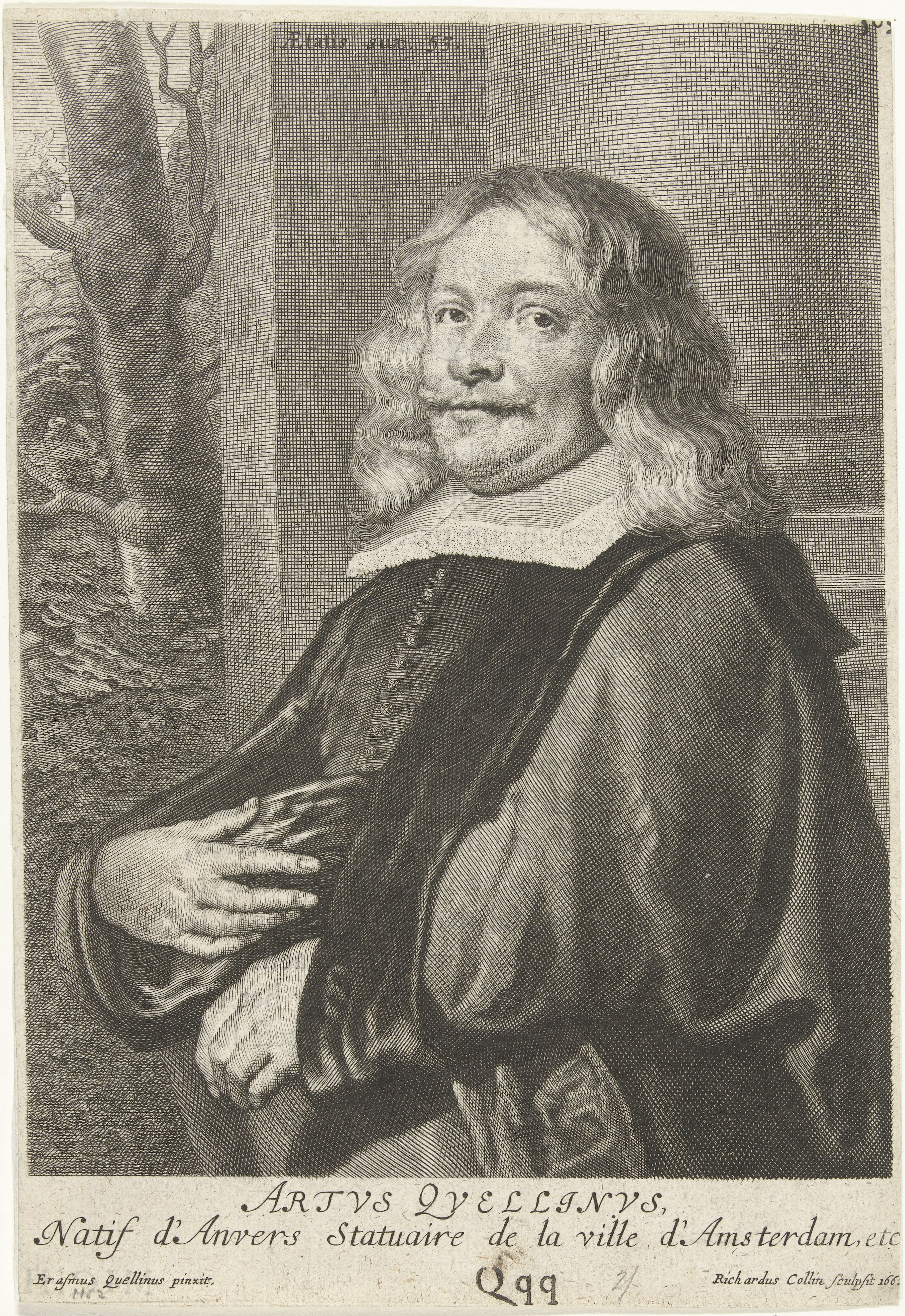
Гравер Корнеліс де Ві. Артус Квеллінус старший.
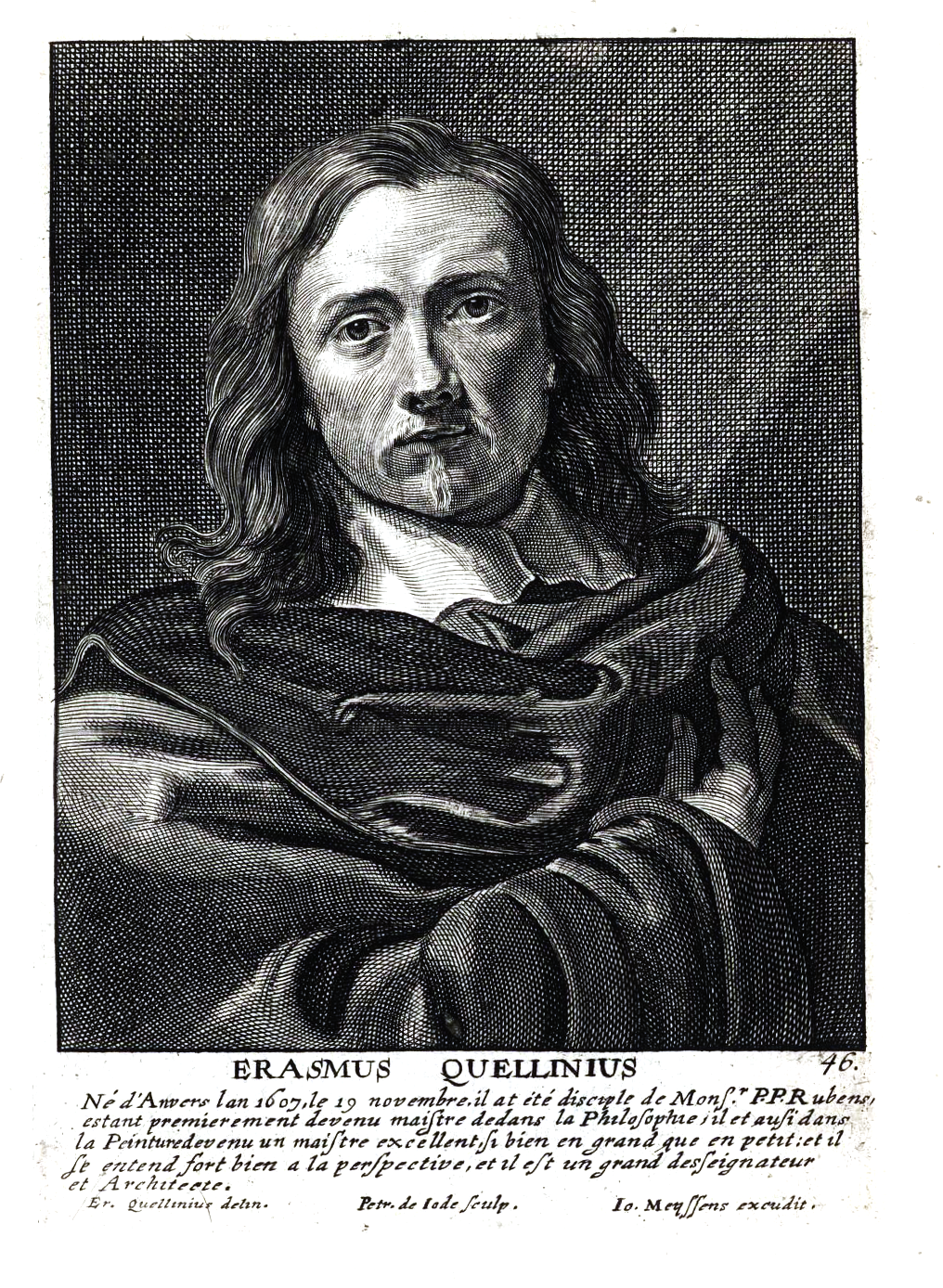
Еразм Квеллінус молодший, гравюра з автопортрету олійними фарбами
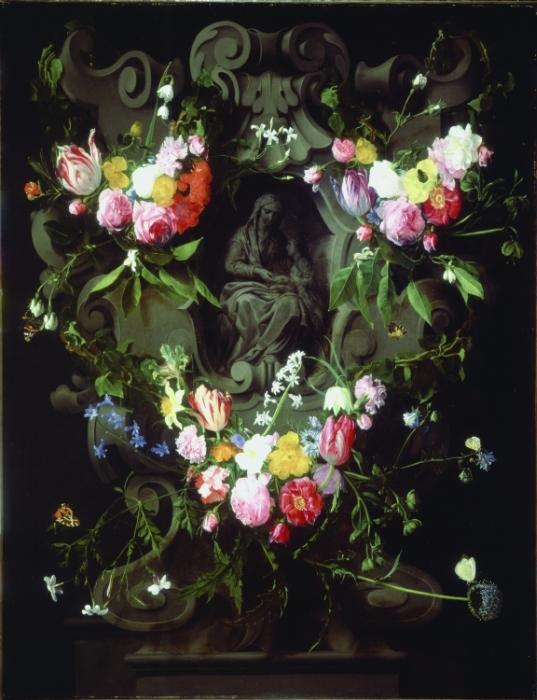
Еразм Квеллінус молодший,«Виховання Богородиці в гірлянді квітів», Ворчестер, Массачузетс, США
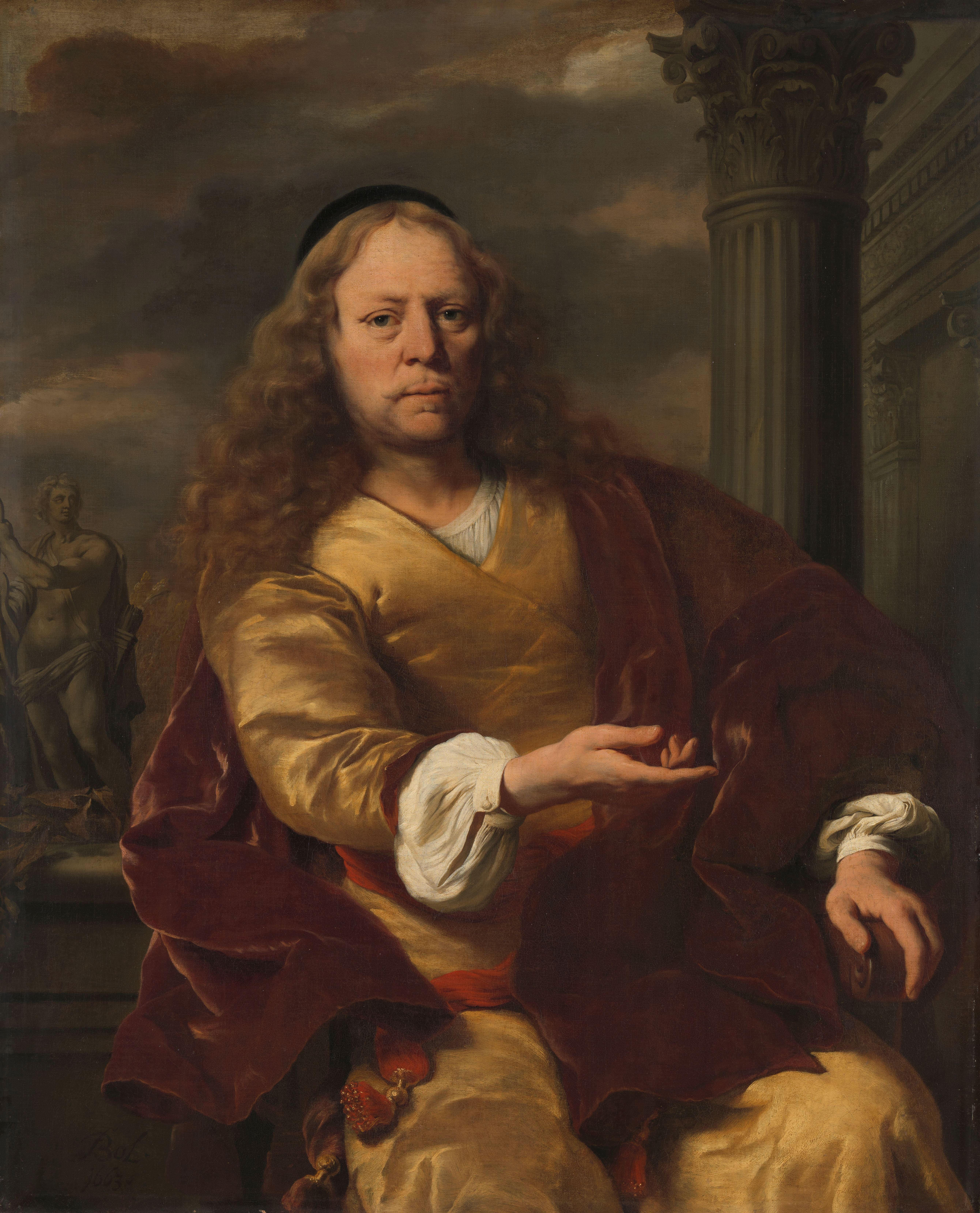
Худ. фердинанд Бол. «Артус Квеллінус старший, скульптор»
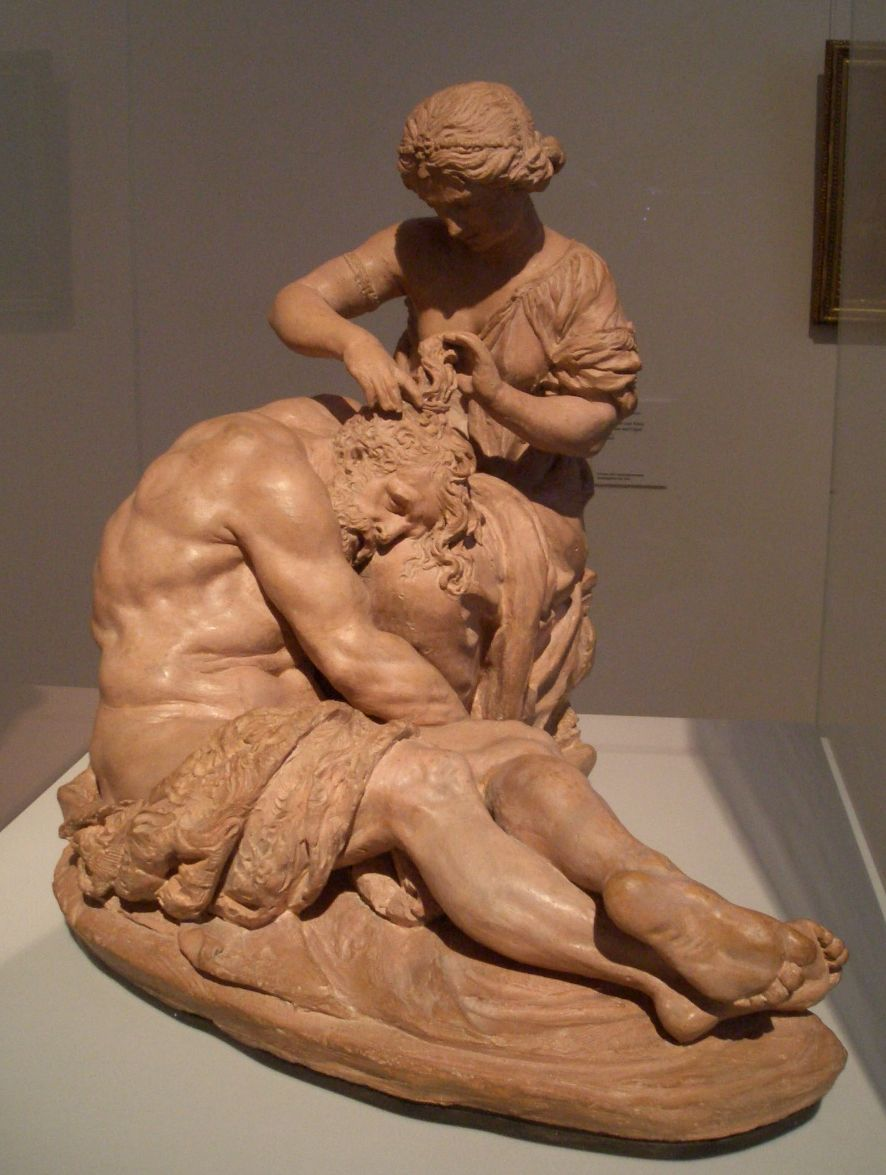
Артус Квеллінус старший, «Самсон і Даліла», теракота
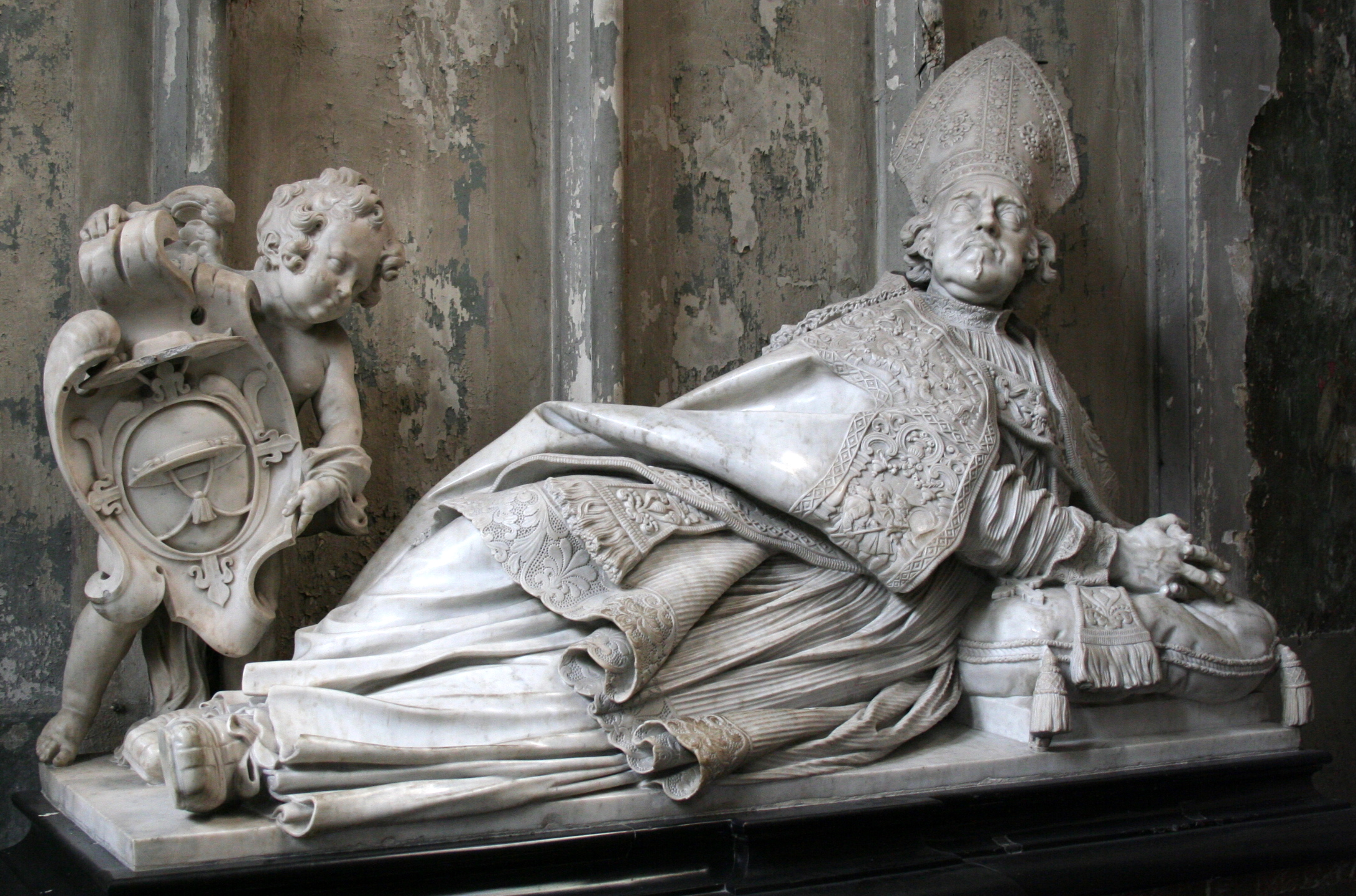
Артус Квеллінус молодший, надгробок єпископа Маріуса Амброзіуса Капелло
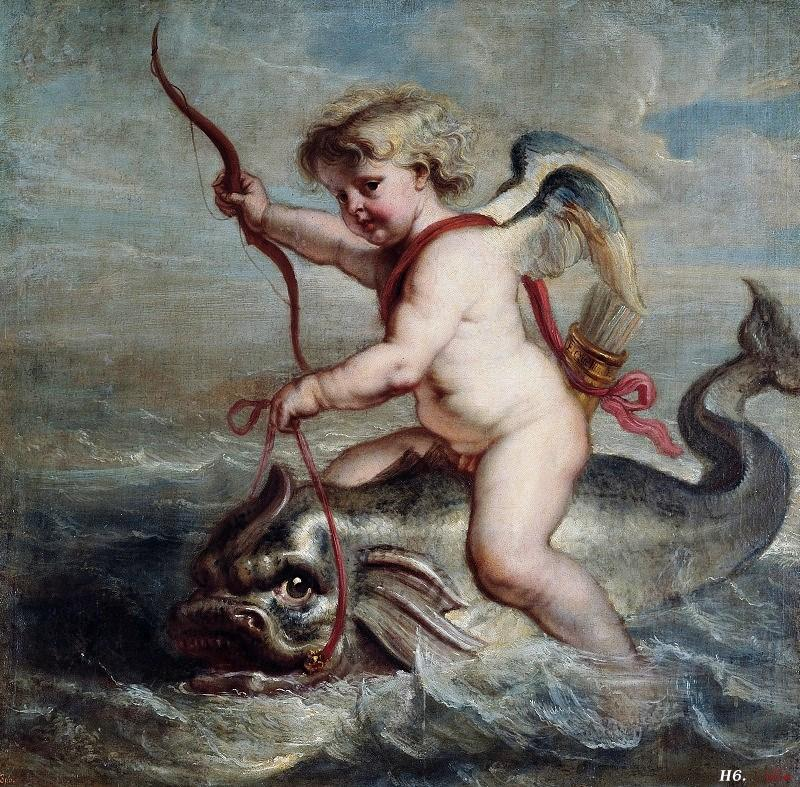
Ян Еразм Квеллінус. «Купідон на дельфіні».

## Скульптури Літнього саду (Санкт-Петербург) роботи Томаса Квеллінуса

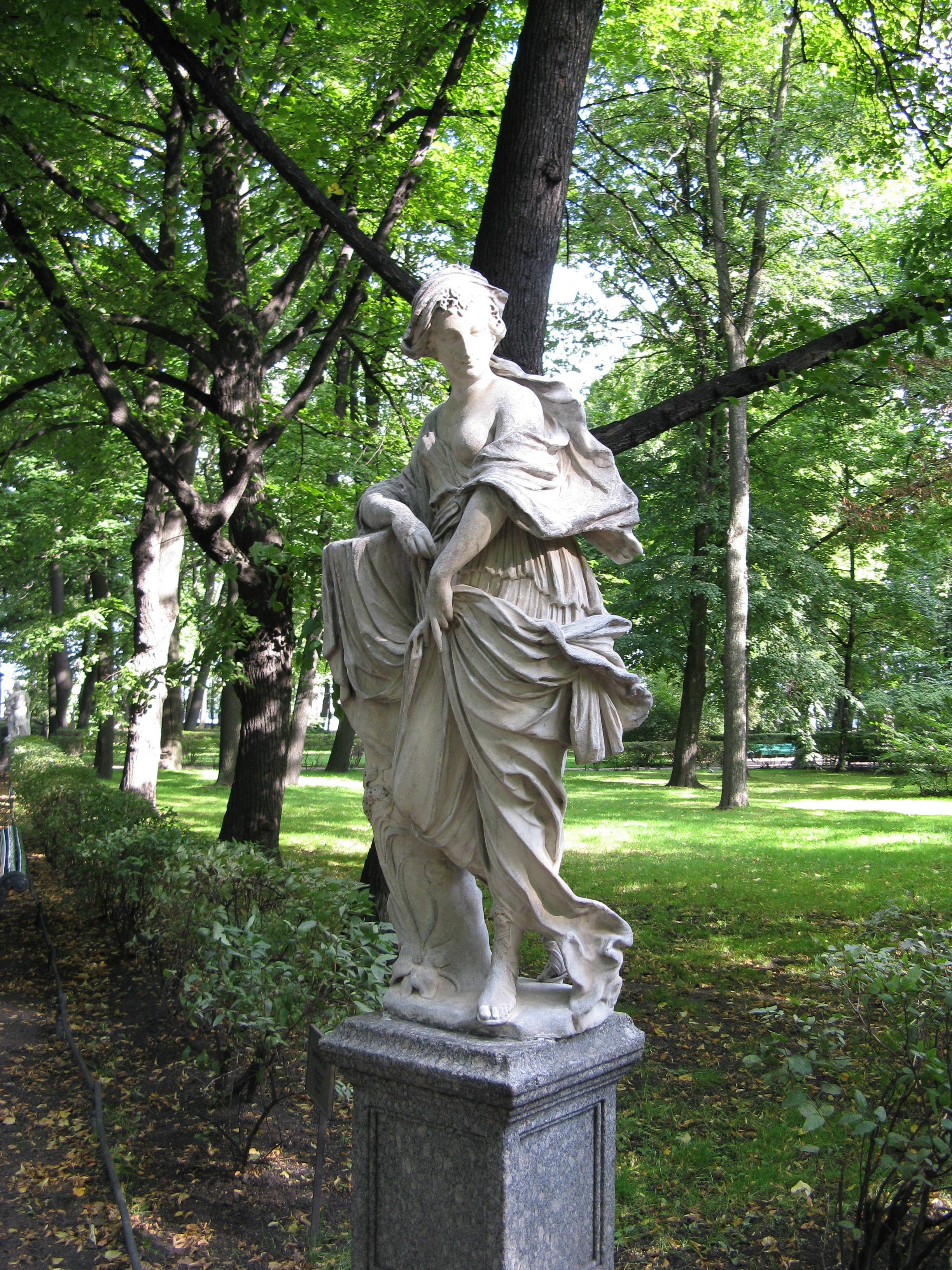
Німфа, Літній сад
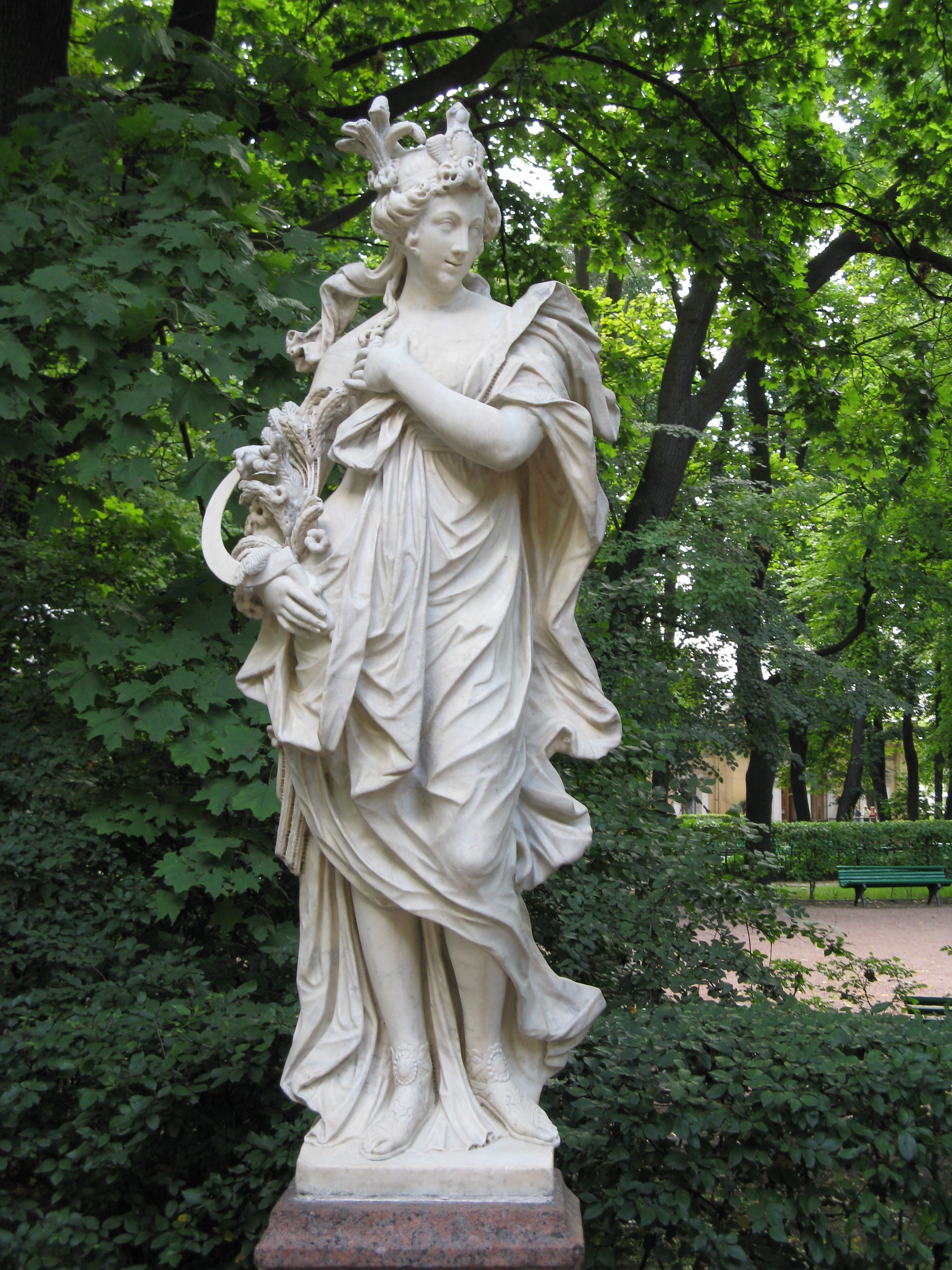
Богиня Церера
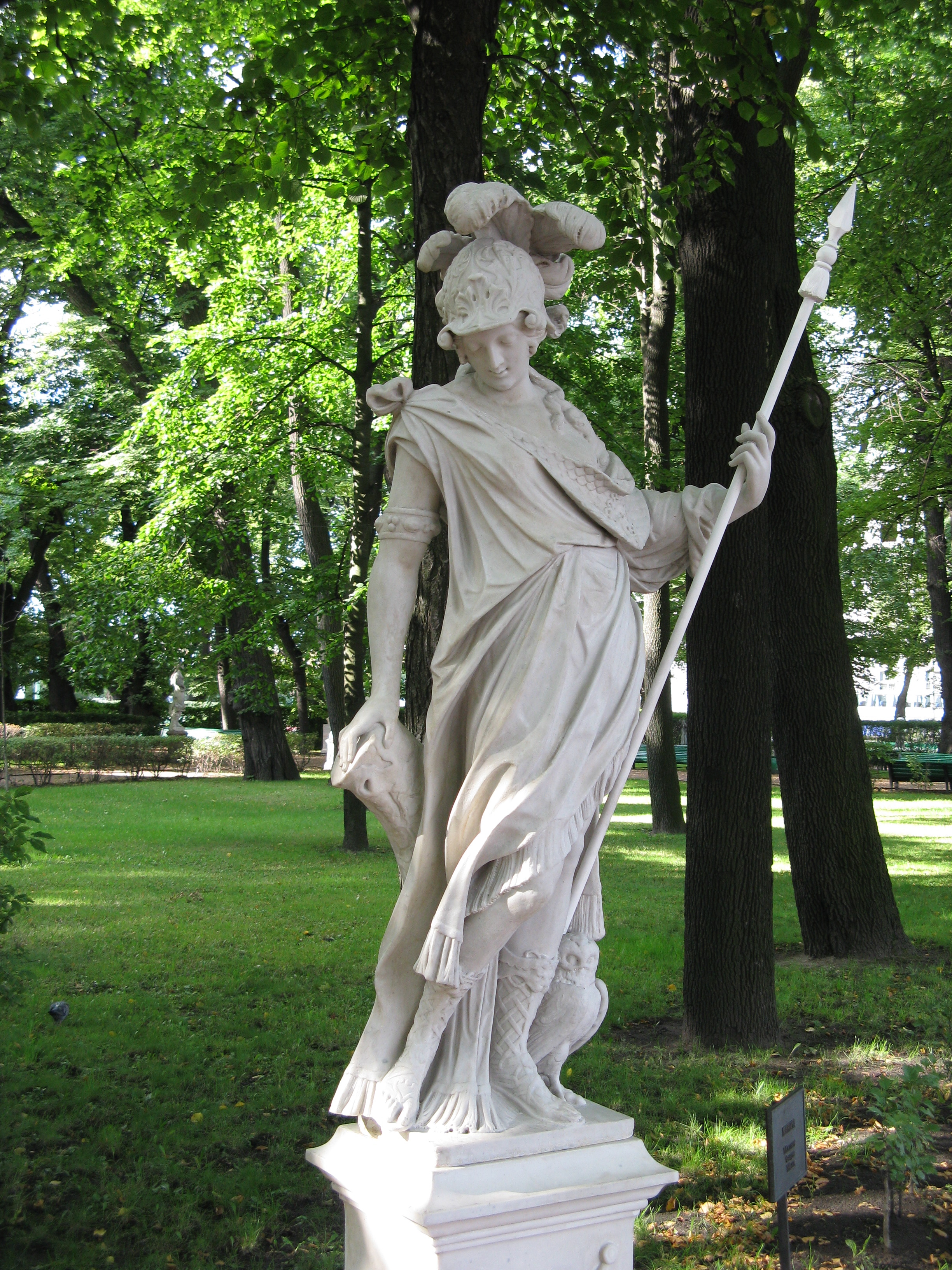
Афіна з совою, Літній сад